# Lê Thành Ân
Lê Thành Ân (thường gọi là Lê Ân) sinh năm 1954, tại tỉnh Gò Công, Việt Nam, là viên chức ngoại giao cao cấp hàng Tham tán công sứ, Tổng lãnh sự, lãnh sự quán Mỹ tại thành phố Hồ chí Minh.

## Tiểu sử
- Năm 1976: Lê Thành Ân tốt nghiệp Cử nhân khoa học chuyên ngành Kỹ thuật điện tại Đại học George Washington
- Năm 1978: ông lấy bằng Thạc sĩ khoa học chuyên ngành Quản trị Kỹ thuật tại Đại học George Washington
- Năm 1991: Ông gia nhập Sở Ngoại vụ sau 15 năm làm công chức trong Bộ Hải quân Hoa Kỳ.
- Ông đã từng làm việc trong ngành ngoại giao tại Bắc Kinh (1991–1994), Tokyo (1994–1997), Kuala Lumpur (1997–2001), Singapore (2001–2004), Seoul (2004–2007), và Paris (2007-2010).[3]
- Ngày 6 tháng 8 năm 2010: Lê Thành Ân bắt đầu nhiệm kỳ 3 năm làm Tổng Lãnh sự Hoa Kỳ tại Thành phố Hồ Chí Minh.

## Thành tích
- Giải thưởng năm dành cho Kỹ sư liên bang của Hiệp hội Kỹ sư Chuyên nghiệp Quốc gia Hoa Kỳ NSPE trong năm 1990
- Bằng khen của Bộ trưởng Ngoại giao Hoa Kỳ dành cho viên chức xuất sắc.
- Ông được phong Viên chức Ngoại giao cao cấp năm 2001.

Năm 2006 ông nhận giải thưởng Luther I. Replogle cho những thành tựu vượt bậc trong lĩnh vực quản lý. Đây là giải thưởng cao nhất của Bộ Ngoại giao dành cho nhà quản lý xuất sắc vì những đóng góp trong việc giúp Bộ Ngoại giao nâng cao hiệu quả trong thực hiện nhiệm vụ đối ngoại của mình.
Ông Lê Thành Ân là viên chức ngoại giao người Mỹ gốc Việt đầu tiên được cấp hàm Tham tán Công sứ.

## Gia đình
Lê Thành Ân là người con thứ bảy trong một gia đình chín con ở Gò Công, Việt Nam
Năm 1965 Lê Thành Ân được đưa sang học tại Mỹ sống với bà trẻ và người dì ở thủ đô Washington D.C.
Khi Việt Nam thống nhất vào tháng 4.1975, ông Ân đang là sinh viên năm thứ ba ngành kỹ sư điện tử tại đại học George Washington. Gia đình ông đoàn tụ hơn 10 năm sau, khi mẹ ông được sang Mỹ theo chương trình định cư có trật tự (ba ông mất ở Việt Nam 1972).
1975, ông Ân gặp bà Lâm Chí Tâm, người sau này trở thành vợ ông, Bà Tâm là con gái của một thống đốc ngân hàng quốc gia của chính quyền miền Nam Việt Nam.
Sau 1975, ông Ân trở thành tình nguyện viên trong các hoạt động giúp đỡ cộng đồng người Việt định cư thông qua các tổ chức nhà thờ
Năm 1981 Ông Ân và bà Tâm kết hôn. Ông bà có ba người con: Mỹ Liên, con gái đầu 26 tuổi, tốt nghiệp cao học ngành chính trị (Women & Politics Institute) của trường đại học Hoa Kỳ ở Washington, D.C.. Con trai thứ hai của ông bà là Thành Nghiêm, 25 tuổi, tốt nghiệp đại học và đang làm việc cho một công ty tin học tại Mỹ. Cô con gái út Mỹ Anh theo bố mẹ về Việt Nam. Cô đang học trung học.